# Nemoura despinosa
Nemoura despinosa är en bäcksländeart som beskrevs av Zhiltzova 1977. Nemoura despinosa ingår i släktet Nemoura och familjen kryssbäcksländor. Inga underarter finns listade i Catalogue of Life.